# Секретариат (кон)
Секретариат (на английски: Secretariat; 30 март 1970 – 4 октомври 1989 г.) е американски състезателен кон.
Става първия кон, спечелил 3-те големи американски състезания в един сезон след 25-годишно прекъсване, и поставя рекорд с бягането си на Белмонт стейкс, като печели с преднина от 31 дължини. Определян е за един от най-добрите състезателни коне на всички времена.
През 1972 г., на 2-годишна възраст, Секретариат завършва четвърти в дебюта си, но впоследствие печели 7 от следващите си 8 старта. Единствената му загуба по това време е състезание в което завършва първи, но е наказан с едно място заради намеса. През 1972 г. печели наградата кон на годината, което е нетипично за толкова млад кон.
На 3 години Секретариат не само печели тройна корона, но поставя рекорди и в трите състезания. Времето му в Дербито на Кентъки все още не е подобрено. Спорното му време на Прикнес Стейкс е признато за рекордно през 2012 г. Губи три състезания през тази година, но брилянтните му девет победи го превръщат в спортна икона. За втори път печели наградата кон на годината.
В началото на 3-годишната си кариера Секретариат е продаден за рекордните $ 6,08 милиона долара с условието, че участието му в бъдещи състезания може да бъде прекратено в края на годината. Секретариат присъства в родословното дърво на много състезателни коне шампиони. Умира на 19-годишна възраст заради усложнения след развитието на ламинит през 1989 г..

## Биография
Секретариат е роден във фермата на Кристофър Ченъри, но развъждането е уредено от Пени Ченъри, която поема управлението на фермата през 1968 след като баща ѝ се разболява. По бащина линия е наследник на водещия по това време кон за разплод в Северна Америка от 1963 до 1969 и шампион, включен в залата на славата, Болд Рулър. Собственост на могъщото семейство Филипс, Болд Рулър притежава и бързина и сила, които му помагат да спечели Прикнес Стейкс и Кон на Годината през 1957 г. Обявен е за американски шампион на спринт през 1958 г. Изпратен е във ферма Калиборн след края на състезателната си кариера, но семейство Филипс държи собствеността над повечето от кобилите, с които Болд Рулър е чифтосван. Впоследствие някои от новородените са продадени на публични търгове.
За да внесе свежест в програмата си за чифтосване, понякога семейство Филипс договаря съсобственост на новородените с останалите собственици на кобили: вместо такса за разплод за Болд Рулър е уреждана или едногодишна програма с две кобили или една кобила за двугодишен период. В случай на две новородени, семейство Филипс задържало едното, а собстеника на кобилата, другото. Хвърляне на монета определяло правото на първия избор.
След споразумение Ченъри изпраща 2 кобили за чифтосване през 1968 г. През 1969 г. също са изпратени 2 кобили, но втората е заменена. През 1969 новоизпратената кобила не успяла да зачене и така родила само едно жребче през пролетта на 1970 г. Победителят от хвърлянето на монетата щял да спечели само едно новородено (първия избор от 1969), а загубилия две (втория избор от 1969 и единственото новородено от 1970). Ченъри по-късно казва, че и двамата собственици са се надявали да загубят хвърлянето, което се провежда в края на 1969 в офиса на Алфред Вандербилд II. Огдън Филипс печели хвърлянето и взима по-малкото жребче от 1969 г, което никога не печели състезание, но впоследствие става част от родословието на много шампиони. Ченъри получил първото новородено от 1969, както и тогава все още нероденото от 1970, което впоследствие получава името Секретариат.
На 30 март 1970 г. в 12:10 след полунощ във ферма Медоу се ражда ярко червено жребче с 3 бели чорапа и звезда с малка ивиза на челото. Кончето се изправя след 45 минути. Хауърд Джентри, мениджър на фермата, е там при раждането и по-късно казва, „Той беше много добре изглеждащо жребче. Той беше най-съвършеното жребче, което някога съм израждал.“ Скоро след това Секретариат започва да се отличава от другите. „Винаги беше лидерът в групата“, казва племенникът на Джентри, Робърт, който също работи във фермата. „За нас той беше Големия Червен и си имаше характер.“ Скоро Пени Ченъри вижда жребчето за първи път и записва в дневника си една дума: „Уау!“
В края на годината Ченъри и Елизабет Хам, дългогодишната секретарка на Медоу, заедно се опитват да измислят име за новото жребче. Първият списък от имена, изпратен до Клуба на жокеите (Скиптър, Кралска линия и Нещо специално), заиграва с имената на родителите му, но са отхвърлени. Имената от втория списък, изпратен през януари 1971 г., са Игри на шанса, Део Воленте („Добра воля“) и Секретариат, като последното име е предложено от Хам заради предишната ѝ работа свързана със секретариата на Обществото на народите.

## Външен вид и структура
Секретариат става голям, силен кон, опреличаван на своя дядо по бащина линия, Дискавъри. Когато пораства напълно е висок 168 см. Забелязан е изключително добрия му баланс, описван като „почти перфектен“. Гръдният му кош бил толкова широк, че се наложило да бъде изработен специален обхват за седлото. Австралийски треньор казва за него: „Той е невероятен, абсолютно съвършен кон. Никога не бях виждал нещо като него.“
Липсата на големи структурни недостатъци при Секретариат е важна, тъй като конете с по-добре оформени ребра и крайници са по-малко изложени на вероятността да получат травма. Задните крака на Секретариат са основния източник на силата му с наклонен круп, който одължава бедрената му кост. В пълна крачка, задните му крака можели да достигнат много ниско, увеличавайки скоростта му. Голямата обиколка на гръдния му кош, дългия му гръб и добре оформения му врат допринасят за сърдечно-белодробната му ефективност.
Начинът по който различните части от тялото на Секретариат си пасват, определя ефективността на разкрача му. Това допринася за способността му до ускорява и издръжливостта му. Дори малки разлики в дължината и позицията на костите могат да имат голям ефект върху представянето. Секретариат е добре сложен дори като двегодишен и по времето, когато достига три, тялото му се развива допълнително, а ходът му се изглажда. Доктор Гилман от Нюйоркската асоциация за конни състезания редовно прави измервания на водещи състезателни коне с целта да се приложат научни способи за подобряването на методите за разплод и оценка на конете. Измерванията му за развитието на Секретариат от две до тригодишна възраст са следните:
| Измерване                                                     | Октомври на 2 години | Октомври на 3 години |
| ------------------------------------------------------------- | -------------------- | -------------------- |
| Височина                                                      | 164 сантиметра       | 166 сантиметра       |
| Връх на рамо до връх на рамо (широчина на гръдния кош)        | 41 сантиметра        | 42 сантиметра        |
| Обиколка (около център на гравитация)                         | 188 сантиметра       | 193 сантиметра       |
| От лопатките до рамото                                        | 71 сантиметра        | 72 сантиметра        |
| Лакът до земя (дължина на крака)                              | 95 сантиметра        | 98 сантиметра        |
| Точка на рамото до точка на бедрото                           | 117 сантиметра       | 124 сантиметра       |
| Точка на бедрото до точка на бедрото                          | 64 сантиметра        | 66 сантиметра        |
| Точка на бедрото до задходилни кости                          | 100 сантиметра       | 100 сантиметра       |
| Точка на бедрото до задните крака                             | 61 сантиметра        | 61 сантиметра        |
| От тила до лопатките (дължина на врата)                       | 100 сантиметра       | 100 сантиметра       |
| От задните крака до земята (височина на задните крайници)     | 136 сантиметра       | 141 сантиметра       |
| Точка на рамото до точка на задните крака (дължина на тялото) | 173 сантиметра       | 177 сантиметра       |
| Обиколка на гръдния кош                                       | 21 сантиметра        | 22 сантиметра        |

Дължината на разкрача на Секретариат е смятана за голяма, дори взимайки предвид широката му структура и силните му крайници. Докато тренира за Прикнес Стейкс, разкрача му е измерен на 7 метра и 59,46 см. Силните му задни крака позволяват развиване на „опустошителна“ скорост и заради доброто му мусколно устройство и наличието на значителен сърдечен капацитет без проблем може да изпревари съперниците си в почти всяка точка от състезанието.
Теглото му преди Готъм Стейкс през април 1973 е 524 килограма. След като завършва изтощителната Тройна Корона, теглото му на 15 юни спада до 513 килограма. Секретариат е познат и с апетита си – по време на тригодишната си състезателна кариера яде по 8 килограма овес на ден – и за да не се превърнат мускулите в мазнини са му нужни бързи тренировки.
Сет Ханкок от Ферма Клейборн веднъж казва: „Искате да знаете, кой е човешкия еквивалент на Секретариат? Просто си представете най-великият спортист в света. Най-великият. Сега го направете 190 сантиметра, перфектната височина. Направете го наистина интелигентен и добър. И след всичко това, го направете най-добре изглеждащия човек, появявал се някога. Той беше всички тези неща, като кон.“

## Състезателна кариера
Секретариат се състезава за Медоу Стейбълс в синьо-бели шахматни цветове. Никога не използва състезателни чорапи, но обикновено носи наочници, които му помогнат да се фокусира. Наочниците помагат също така заради тенденцията на Секретариат да тича в близост до предпазната ограда по време на състезание. През януари 1972, Секретариат се присъединява към зимната конюшня на треньора Лусиен Лорин в Хаялия. Там си създава репутацията на добър кон, дружелюбен и невъзмутим сред големи тълпи или при спречкванията, които се получават сред младите коне. Има физиката на спринтьор, но първоначално се дължи неловко и тромаво и често е изпреварван от други по-техничните коне, бягайки 400 метра за 26 секунди срещу 23 на връстниците си. Честите му тренировъчни ездачи са Джим Гафни и Чарли Дейвис. Първоначално Дейвис не е впечатлен. „Той беше голям, дебел загубеняк“, казва Дейвис. „Имам предвид, че беше голям. Не бързаше да направи нищо. Никога не бързаше. Имаше необходимите възможности, но не ги показваше, докато той самия не поискаше.“ Гфни си спомня първата си езда върху Секретариат през ранната 1972 г., като „имах тази голяма, червена машина под мен и от този първи ден знаех, че притежава сила, каквато никога преди не бах осещал ...“
Еди Сует е друга важна част от екипа на Секретариат, полагайки повечето от ежедневните грижи. Сует веднъж казва на репортер, „Предполагам че конярят е по-близък до коня от всеки друг. Собственикът, треньора, го виждат един път дневно. Но аз живеех с него и работех с него.“
Лорин често изпраща новини на Ченъри относно напредъка на Секретариат, казвайки ѝ че той още се учи да тича или че все още се налага да изгори бебешките си мазнини. Секретариат бавно прогресира през пролетта. На 6 юни, носи наочници за пръв път за да остане фокусиран и в резултат записва време от 47 секунди за 800 метра. На 24 юни, записва време от 1:12 в най-бързата тренировка за деня върху кално трасе. Лорин се обажда на Ченъри в Колорадо и я информира, че Секретариат е готов да се състезава.
Дерби на Кентъки
Дербито на Кентъки през 1973 г. привлича тълпа от 134 479 души към Чърчил Даунс, най-голямата тълпа в американската състезателна история по онова време. Секретариат успавя да избегне проблемите на старта включващи удари между останалите състезатели преди и по време на състезанието. Ранният лидер задава силно темпо, но след това губи позицията си на завоя. Секретариат предприема атака при преминаването към правата и се съревновава за първата позиция. Накрая завършва с преднина от 2 и половина дължини, като времето му във всеки следващ сектор е по-добро от предишното. Това значи, че все още е ускорявал във финалните 400 метра на състезанието. Времето му на финала е 1:59 2⁄5. Никой друг кон не е печелил дербито с резултат под 2 минути преди 1973, а до следващия подобен резултат минават 28 години, когато Монаркос записва време от 1:59.97 през 2001 г.
Спортният журналист Майк Съливан по-късно казва:
„Бях на дербито на Секретариат през 73-та ... Това беше ... просто красиво, нали знаете? Започна от последна позиция, което често правеше. Отразявах коня на втора позиция, който се оказа Шам. Изглеждаше като състезанието на Шам преди последния завой, според мен. Това, което трябва да разберете е, че Шам беше бърз, красив кон. Щеше да спечели Тройна Корона в друга година. И просто не изглеждаше да е възможно да има нещо по-бързо от това. Всички гледаха него. Беше приключило, повече или по-малко. И изведнъж се появи това, като, просто като разсейване в края на окото ти, в периферното ти зрение. И след това, преди да си успял да разбереш какво е то, се появи Секретариат. И след това го задмина. Никой, никога не беше виждал нещо да тича така – много от старите казаха същото. Изглеждаше сякаш някакво друго животно е там.“